# Stabilimenti Farina
Gli Stabilimenti Farina sono stati una carrozzeria automobilistica italiana, fondata da Giovanni Farina nel 1906 e rimasta attiva fino al 1953.
Tra gli Anni dieci ed i trenta, è stata una delle imprese che ha dato lustro all'industria automobilistica italiana sviluppando sistemi produttivi e tecnologie all'avanguardia. Nell'azienda fecero le prime esperienze persone, poi diventate grandi nomi del settore, quali Battista Farina, fratello minore del fondatore, Pietro Frua, Mario Felice Boano, Giovanni Michelotti, Alfredo Vignale e Franco Martinengo.

## Storia

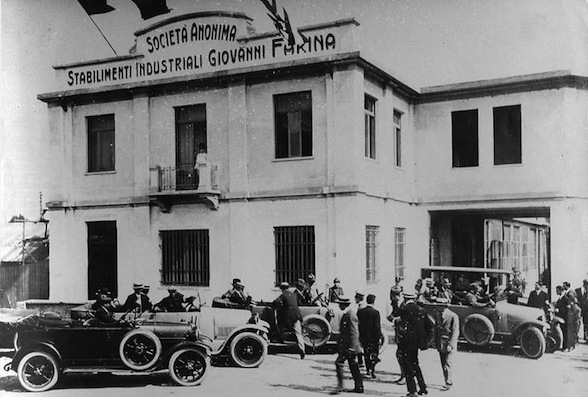
Gli Stabilimenti Farina nel 1916.

Nel 1906 Giovanni Farina fondò la Società Anonima Stabilimenti Industriali Giovanni Farina dove realizzava la carrozzeria per le vetture di altri costruttori. Vennero sviluppati nuovi metodi produttivi, non più puramente artigianali, che Farina imparò negli Stati Uniti. Nel periodo della prima guerra mondiale la fabbrica venne convertita alla produzione bellica, arrivando anche a costruire su licenza gli aerei Aviatik. Dopo il conflitto, gli stabilimenti vennero ingranditi e dotati di attrezzature di stampaggio in grado di produrre a livello industriale. Con queste nuove tecnologie venne realizzata l'innovativa carrozzeria per la Temperino 8/10 HP. Nell'officina lavorò anche Battista Farina detto Pinin, il fratello più giovane della famiglia Farina, particolarmente apprezzato dal Senatore Giovanni Agnelli, fondatore della FIAT, per cui la Stabilimenti Farina realizzò dei prototipi. Quando il fratello Pinin abbandonò l'azienda per fondare la sua Pininfarina, venne assunto come giovane designer il torinese Pietro Frua. Gli anni successivi furono molto proficui per la Stabilimenti Farina che allargò il suo mercato anche fuori dai confini dell'Italia costruendo carrozzerie sui telai Isotta-Fraschini, Alfa Romeo e Lancia oltre che sui telai Mercedes-Benz e Rolls-Royce.
Negli anni trenta diedero un grande impulso allo sviluppo dell'azienda il direttore tecnico Pietro Frua, che rimase in azienda fino al 1939 ed ebbe il merito di seguire in modo egregio le pubbliche relazioni, e il progettista Mario Revelli di Beaumont, ex campione di motociclismo, che diede il suo contributo come freelance designer. In questo decennio vennero costruiti carrozzerie per automobili fuoriserie, motori e dispositivi meccanici come i sistemi di frenatura e le sospensioni brevettati dall'azienda. Durante la seconda guerra mondiale, gli Stabilimenti Farina furono nuovamente convertiti alla produzione bellica, costruendo motori per aerei su licenza Fiat e componenti aeronautici quali gondole per motori, cabine, sedili e carrelli. Dopo il conflitto Giovanni Farina spese ingenti somme per ricostruire la carrozzeria di Corso Tortona e nel 1947 andò in pensione cedendo l'attività aziendale ai figli che, però, non si dimostrarono all'altezza. Il primogenito Nino, nato nell'anno di fondazione della società, era all'apice della sua carriera di pilota automobilistico, che lo vedrà diventare Campione mondiale di Formula 1, e non si dedicò intensamente all'attività paterna se non nel ruolo di testimonial, mentre il figlio minore Attilio assunse la direzione dell'azienda. Attilio però non volle dare fiducia alle idee innovative di Giovanni Michelotti che nel frattempo aveva assunto il ruolo che fu di Pietro Frua. Così nel 1948 Michelotti lasciò l'azienda, come già aveva fatto Alfredo Vignale due anni prima e come successivamente farà anche Franco Martinengo. Persi gli ottimi tecnici e molta della valida manodopera, cooptata nel frattempo da Battista Farina, la proprietà non risultò nemmeno capace di adeguare la produzione alle nuove richieste del mercato portando lentamente l'azienda alla chiusura, avvenuta per fallimento nel 1953.

## Modelli
- Fiat Zero torpedo (1912)
- Temperino 8/10 HP (1918)
- Rolls Royce 20 HP berlina (1922)
- Hispano-Suiza H6 cabriolet (1927)
- Fiat 525 N Spider (1929)
- Mercedes-Benz 630 K berlina (1930)
- Lancia Artena cabriolet (1933)
- Fiat 6C 1500 Spider (1939)
- Alfa Romeo 6C 2500 spider (1941)
- Lancia Astura cabriolet (1947)
- Ferrari 166 Inter Farina Coupé (1949)
- Siata Daina GS (1951)
- Jaguar XK 120 coupé (1952)